# Moses Effiong
Moses Effiong (4 ottobre 1959 – 26 gennaio 2025) è stato un calciatore nigeriano.

## Biografia
Vinse la Coppa d'Africa con la Nazionale nigeriana nel 1980.
Effiong è morto nel 2025, dopo una lunga malattia.

## Palmarès

### Nazionale
- Coppa d'Africa: 1

Nigeria 1980